# Shareeka Epps
Shareeka Epps (New York, 11 luglio 1989) è un'attrice statunitense.

## Biografia
Il debutto cinematografico è in Gowanus, Brooklyn, un cortometraggio premiato al Sundance Film Festival. Il successo internazionale è del 2006 con l'interpretazione della giovane Drey in Half Nelson.

## Filmografia
- Half Nelson, regia di Ryan Fleck (2006)
- Aliens vs. Predator 2 (Aliens vs. Predator: Requiem), regia dei Fratelli Strause (2007)
- Neal Cassady, regia di Noah Buschel (2007)
- Law & Order - Unità vittime speciali (Law & Order: Special Victims Unit) – serie TV, episodio 9x15 (2008)
- The Winning Season, regia dei Fratelli Strause (2009)
- Mother and Child, regia di Rodrigo García (2009)
- My Soul to Take - Il cacciatore di anime (My Soul to Take), regia di Wes Craven (2010)
- Yelling to the Sky, regia di Victoria Mahoney (2011)
- American Milkshake, regia di David Andalman e Mariko Munro (2013)

## Riconoscimenti
- 2006 – Boston Society of Film Critics
  - Migliore attrice non protagonista per Half Nelson
- 2006 – Gotham Independent Film Awards
  - Miglior interprete emergente per Half Nelson